# Nevėžis

La Nevėžis est une rivière de Lituanie, la cinquième par sa longueur.

## Description
La Nevėžis est la sixième plus longue rivière de Lituanie et l'un des principaux affluents du Niémen. 
La Nevėžis, longue de 209 km, ne coule que dans les limites géographiques de la Lituanie.
Parmi les rivières qui coulent exclusivement à l'intérieur des frontières lituaniennes, la Nevėžis est la deuxième plus longue, après la Šventoji. 
Sa source se trouve dans la municipalité du district d'Anykščiai et la rivière coule d'abord vers le nord-ouest, puis à Panevėžys, elle tourne vers le sud-ouest et, en passant par Kėdainiai, se jette dans le Niémen juste à l'ouest de Kaunas, près de Raudondvaris.

## Parc régional de Krekenava
En 1992, le parc régional de Krekenava (en) a été créé afin de préserver l'écosystème et l'environnement naturel de la moyenne Nevėžis. Le parc est unique car il élève et tente de protéger de l'extinction le bison d'Europe.

## Affluents
Ses principaux  affluents  sont:
- rive gauche: Alanta, Juoda, Upytė, Linkava, Brasta, Žalesys, Alkupis, Obelis, Šerkšnys, Ašarėna, Barupė, Gynia;
- rive droite: Juosta, Kiršinas, Liaudė, Kruostas, Dotnuvėlė, Smilga, Šušvė Aluona, Strūna.

## Galerie

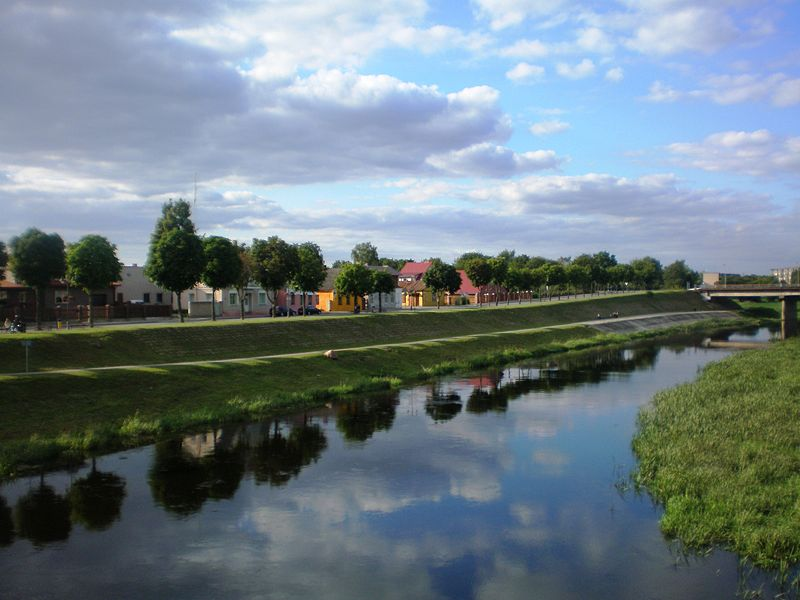
La rivière à Kėdainiai.
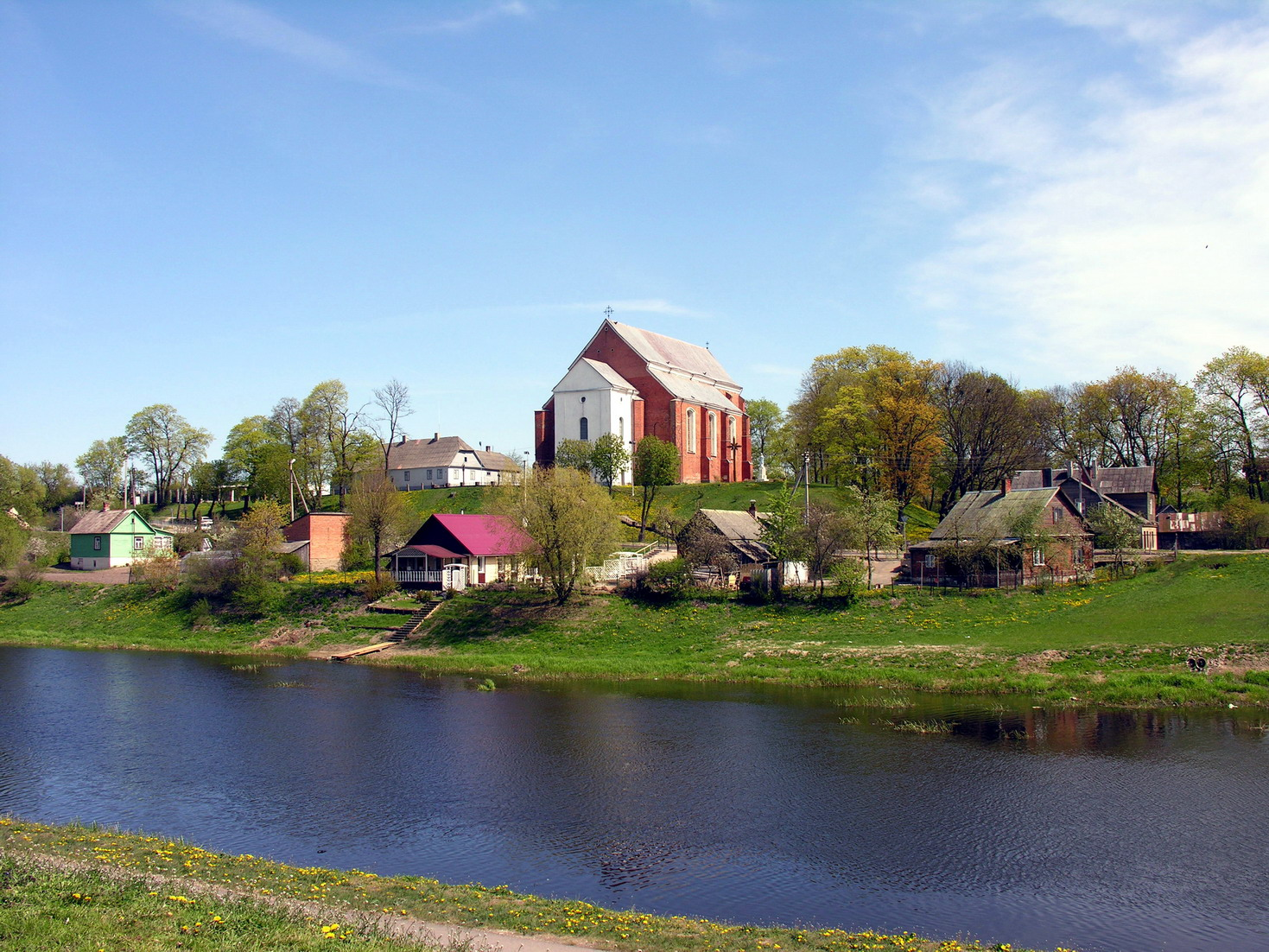
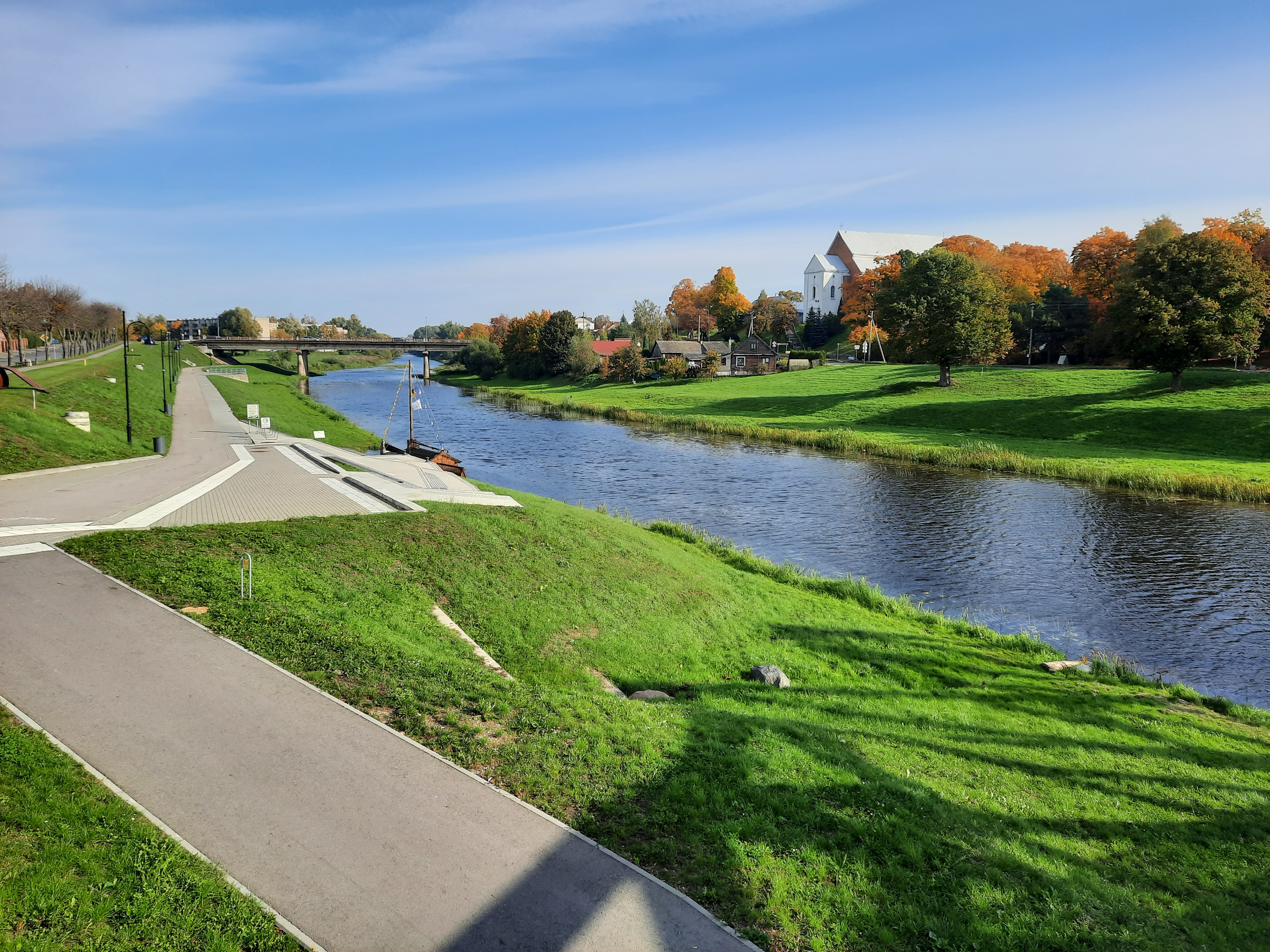
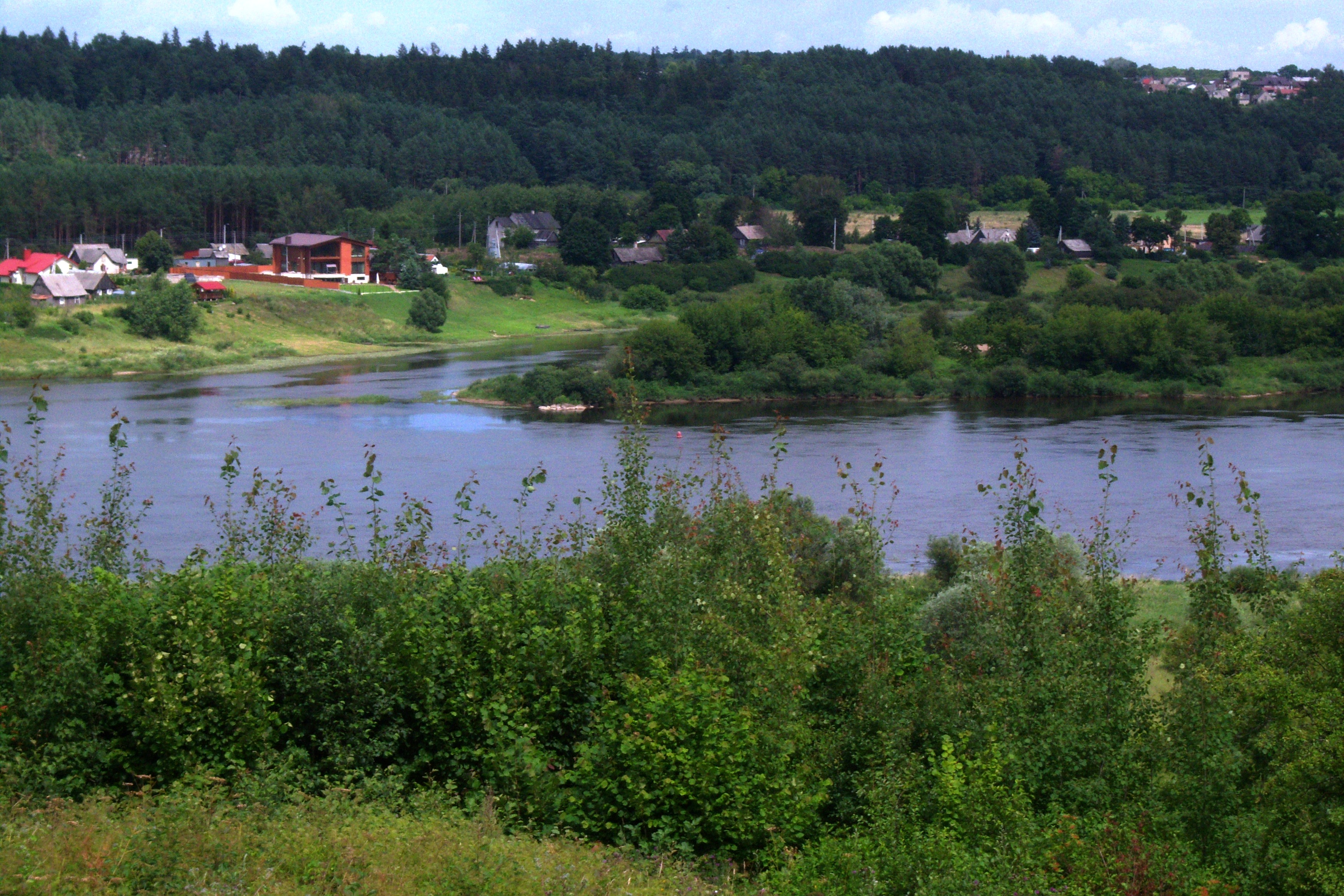
Confluence des rivières Nevėžis et Nemunas, vue depuis la colline de Pypliai.